# Söderköping
Söderköping je grad i središte istoimene općine u švedskoj županiji Östergötland. 

## Stanovništvo
Prema podacima o broju stanovnika iz 2005. godine u gradu živi 6951 stanovnik.

## Vanjske poveznice
- Službene stranice grada  Arhivirana inačica izvorne stranice od 25. listopada 2005. (Wayback Machine)

### Ostali projekti
|  | Zajednički poslužitelj ima još gradiva o temi Söderköping |